# Tony White
Tony Fitzgerald White  (Charlotte, Carolina del Norte, 15 de febrero de 1965)  es un exjugador de baloncesto estadounidense. Con 1.90 de estatura, jugaba en la posición de base.

## Equipos
- High School. Independence (Charlotte, North Carolina).
- 1983-1987 Universidad de Tennessee.
- 1987-1988 Chicago Bulls.
- 1987-1988 New York Knicks.
- 1987-1988 Golden State Warriors.
- 1988-1989 La Crosse Catbirds. Juega 29 partidos.
- 1988-1989 Reussbuh. (Bélgica).Juega 14 partidos.
- 1989-1990 La Crosse Catbirds.
- 1990-1992 Lovaina. (Bélgica)
- 1992-1993 Trane Castors Braine. (Bélgica)
- 1993-1994 AEK Atenas.
- 1994-1995 Aris Salónica.
- 1995-1996 Olympique Antibes.
- 1996-1998 Fórum Filatélico Valladolid.
- 1998-1999 Papagou. Cuatro partidos
- 1998-1999 Maccabi Rishon LeZion.
- 1999-2000 TDK Manresa. Entra en marzo.